# Marsmannen van Venus
Marsmannen van Venus  is een stripverhaal gebaseerd op de Belgische televisieserie Merlina van Gie Lavigne en Jef Elbers. Elbers verzorgde samen met Danny De Haes het scenario, die het verhaal daarnaast ook tekende. Jozef Van Hove verleende eveneens zijn medewerking voor het scenario en de tekeningen, en tekende bovendien een cameo van zichzelf en zijn Piet Pienter en Bert Bibber.
Het verhaal verscheen voor het eerst (in zwart-wit) in Het Laatste Nieuws en De Nieuwe Gazet, en kende vervolgens een eenmalige uitgave (in kleur) bij de uitgeverij van de BRT. De volgende drie verhalen (Dubbelspel, V van Villa en Chinese Goelasj) werden enkel (in zwart-wit) in de krant gepubliceerd.
Het verhaal is gebaseerd op de tweede aflevering van het eerste seizoen van de televisieserie, getiteld Vliegende schotels boven Ravenburg.